# Eye, Moreton and Ashton
Eye, Moreton and Ashton est une paroisse civile du Herefordshire, en Angleterre.